# Omanolidia antelobata
Omanolidia antelobata är en insektsart som beskrevs av Nielson 1982. Omanolidia antelobata ingår i släktet Omanolidia och familjen dvärgstritar. Inga underarter finns listade i Catalogue of Life.